# Mind Reader
«Mind Reader» — песня американского кантри-музыканта Дастина Линча, вышедшая 28 сентября 2015 года в качестве третьего сингла с его второго студийного альбома. Альбом
Where It’s At вышел 9 сентября 2014 года. Песню написали Rhett Akins и Ben Hayslip.
Этот сингл стал третьим синглом Линча, занявшим первое место в чарте Billboard Country Airplay. Он также занял 8-е и 57-е места в чартах Hot Country Songs и Hot 100 соответственно. Песня была сертифицирована в золотом статусе RIAA за тираж более 500000 единиц. Он добился аналогичного успеха в чартах Канады, достигнув 8-го места в Canada Country.

## Отзывы
Песня получила смешанные отзывы. В обзоре Taste of Country говорится, что «со времени своего платинового дебютного сингла „Cowboys and Angels“ Линч выпускал кантри-рок за кантри-роком и получал смешанные отзывы и радиоэфиры (хотя у него уже есть несколько хитов номер один). „Mind Reader“ — более „сытный“ сингл, чем любой другой с момента его дебюта, и он должен быть вознагражден еще одним сильным релизом». Джим Кейси из Nash Country Weekly поставил синглу C +, похвалив «резкость R&B» голоса Линча, критикуя тексты как «несвежие» и постановку как «запутанное жонглирование синтезаторами и искаженную гитару».

## Музыкальное видео
Премьера лирик-видео, снятого режиссером Фордом Фэйрчайлдом, состоялась на канале Линча в Vevo 19 октября 2015 года. Официальное музыкальное видео было снято режиссером Мейсоном Диксоном, а премьера состоялась в марте 2016 года. Клип начинается с того, что девушка рассматривает карты таро, а затем переходит к тому, как она проводит ночь с Линчем в Нашвилле. Видео заканчивается тем, что Линч прибывает в дом девушки и, по-видимому, отправляется на упомянутую ночную прогулку.

## Концертные исполнения
1 марта 2016 года Линч исполнил песню в Grand Ole Opry.

## Коммерческий успех
Сингл «Mind Reader» появился в кантри-чарте Billboard Hot Country Songs на 43-м месте в неделю с 13 сентября 2014 года, и это произошло ещё до выхода альбома Where It’s At, с тиражом 11000 копий. На следующий год, когда песня вышла в качестве отдельного сингла, он вошёл в хит-парад Country Airplay на 57-м месте в чарте с 17 октября 2015 года и повторно попал в Hot Country Songs в неделю с 5 декабря 2015. 12 марта 2016 года сингл дебютировал на 85-м месте в основном американском хит-параде Billboard Hot 100 и достиг 57-й позиции в неделю с 4 июня, оставаясь в чарте 16 недель.К июню 2016 года тираж сингла в США достиг 271000 копий. В Канаде песня достигла восьмого места в Country в неделю с 17 июня, оставаясь в чартt 19 недель.
В США «Mind Reader» достиг первого места в кантри-чарте Billboard Country Airplay в июне 2015 года, став третьим чарттоппером Линча после «Hell of a Night» (1 неделя № 1, сентябрь 2016) и «Where It’s At (Yep, Yep)» (2 недели № 1, сентябрь-октябрь 2014).

## Чарты
| Чарт (2014-16)                    | Высшая позиция |
| --------------------------------- | -------------- |
| Канада (Billboard Country)        | 8              |
| США (Billboard Hot 100)           | 57             |
| США (Billboard Country Airplay)   | 1              |
| США (Billboard Hot Country Songs) | 8              |

| Чарт (2016)                        | Позиция |
| ---------------------------------- | ------- |
| США (Country Airplay, Billboard)   | 12      |
| США (Hot Country Songs, Billboard) | 32      |

## Сертификации
| Регион                                                                      | Сертификация | Продажи |
| --------------------------------------------------------------------------- | ------------ | ------- |
| США (RIAA)                                                                  | Золотой      | 500 000 |
| Данные о продажах + прослушиваниях приведены только на основе сертификации. |              |         |